# Neon Genesis Evangelion
Neon Genesis Evangelion (新世紀エヴァンゲリオン Shin Seiki Evangerion?) är en kommersiellt framgångsrik och populär japansk anime från år 1995, producerad av Gainax och regisserad av Hideaki Anno, samt en manga av Yoshiyuki Sadamoto. Namnet (νέον γένεσις εὐαγγέλιον) består av de grekiska orden för "nytt", "skapelsen" och "evangelium". Serien är en apokalyptisk och post-apokalyptisk mecha-anime med referenser till kristna symboler från Första Moseboken och de bibliska apokryferna. Senare fokuserar handlingen mer på huvudkaraktärernas psykiska och mentala problem, vilket återspeglas i seriens psykologiska aspekter.
Neon Genesis Evangelion består av 26 avsnitt som först sändes på den japanska kanalen TV Tokyo mellan 4 oktober 1995 och 27 mars 1996. Senare sändes den över hela Japan på satellitkanalen Animax. Serien följdes av tre filmer: Death and Rebirth, The End of Evangelion och Revival of Evangelion varav de första två visades 1997. Death and Rebirth är en kraftigt sammanfattad version av serien (Death) samt första hälften av The End of Evangelion (Rebirth). The End of Evangelion är en alternativ version av seriens slut och kan ses som antingen ett tillägg till eller en ersättning av de två sista avsnitten i serien. År 1998 bearbetades de två filmerna och släpptes som en enda, Revival of Evangelion.

## Handling
Evangelion handlar huvudsakligen om den paramilitära organisationen Nerv och dess kamp för att förhindra att staden Tokyo-3, och den så kallade Geofronten under den, förstörs av monstruösa varelser som kallas apostlar. För att lyckas med detta anlitar Nerv tre tonåringar, Shinji Ikari, Rei Ayanami och Asuka Langley Soryu. Dessa ska styra enorma kamprobotar som kallas Evangelions i de våldsamma slagen mot apostlarna. Under seriens gång avslöjas det att Nerv:s, Evangelions och apostlarnas egentliga syfte är att tvinga fram en evolution av mänskligheten. Trots att det inte avslöjas förrän senare i serien börjar Evangelions handling år 2000 när en expedition till Antarktis upptäcker en massiv varelse av ljus, som de döper till Adam, eller den första "aposteln". När de experimenterade med aposteln fick det Adam att löpa amok och utlösa en massiv explosion (under vilken han själv reducerades till ett embryo). Detta orsakade en katastrof som senare kom att kallas Second Impact, "det andra nedslaget". Antarktis förintades och jordens rotationsaxel förändrades, vilket påverkade klimatet och orsakade stor förödelse med miljarder döda som följd. Under det följande året dog hälften av världens befolkning till följd av krig innan fred nåddes. Sanningen bakom Second Impact hölls hemlig för allmänheten genom en bortförklaring - det påstods att en meteorit med ljusets hastighet slagit ner i Antarktis. Seriens egentliga handling börjar år 2015, femton år efter Second Impact, och under tiden har mänskligheten återhämtat sig från katastrofen. Då handlingen börjar attackeras Tokyo-3, en militariserad stad i ett av de sista landområdena i Japan, av den första i en rad av apostlar. Konventionella vapen visar sig vara ineffektiva, men med organisationen Nerv:s "biomekaniska" mechas, Evangelions, är mänskligheten kapabel att möta apostlarna i strid. Då handlingen skrider fram avslöjas att Nerv har band till tre andra organisationer: Gehirn, Seele och Mardukinstitutet. Tidigare känt som Gehirn är Nerv:s huvuduppgift att försvara jorden från apostlarna, under Seele:s ständiga kontroll. Men Nerv har sin egen hemliga agenda som drivs av dess befälhavare Gendo Ikari: Human Instrumentality Project, som enligt general Ikaro, är vägen till att förena alla mänskliga medvetanden i en global själslig enhet. Mardukinstitutets uppdrag är att välja ut Evangelions piloter, varav de bäst lämpade är fjorton år gamla barn födda strax efter Second Impact. Institutet består av general Ikari samt 108 företag, som senare visar sig inte existera.

Tokyo-3 flagga.

Varje Evangelion har sin egen utvalda pilot och fungerar genom att "synkronisera" pilotens och Evangelions själar med varandra genom den gåtfulla, flytande substansen LCL. Omgiven av LCL binds pilotens nervsystem, medvetande och kropp till Evangelions kontroller, vilket gör det möjligt att styra en Evangelion med hjälp av tankar och rörelser. Ju högre en pilots synkroniseringsvärde är, desto bättre och mer effektivt kan piloten kontrollera sin Evangelion. Huvudkaraktären Shinji Ikari är Gendo Ikaris enda son. Innan seriens början kallar generalen på Shinji för att göra honom till pilot i Evangelion 00, efter att dess pilot Rei Ayanami skadats. Ovetande om sin fars planer anländer Shinji till Tokyo-3 just när den tredje aposteln attackerar staden. Shinji accepterar motvilligt sitt uppdrag och börjar som pilot i Evangelion 01 och flyttar in hos major Misato Katsuragi. Tillsammans med Rei slåss han mot apostlarnas successiva avancemang och de får senare även sällskap av Evangelion 02s pilot, Asuka Langley Soryu, som anländer från Tyskland.
Forskningsledare Ritsuko nämner, i början av serien, att Evangelions har vissa biologiska komponenter inom sig, men i hur hög grad de är biologiska varelser är till en början inte känt. Evangelion 01 är bunden till Yui Ikari, general Ikaris fru och Shinjis mor, vars själ och kropp absorberades i ett misslyckat experiment. Piloten Rei sägs delvis vara en klon av Yui Ikari och bär dessutom på själen av Lilith, den andra aposteln. Senare visar sig Evangelions vara levande, enligt seriens skapare "biomekaniska" organismer snarare än vanliga robotar. Mot slutet av serien avslöjas att de är organismer skapade av människor samt kloner av apostlarna (Evangelions 00, 02, 03 och 04 är skapade av Adam, Evangelion 01 av Lilith) i vilka man byggt in mekaniska komponenter för att tämja och kontrollera dem. Denna kontroll är inte perfekt vilket gör att en del Evangelions under seriens lopp går bärsärkagång när deras egen vilja släpps loss, oberoende av externa energikällor. Under tidens gång får huvudpersonerna reda på Nerv och Seele:s andra mål, Human Instrumentality Project. Dess syfte är att tvinga fram fullbordandet av ett nytt mänskligt evolutionssteg och därmed rädda mänskligheten från att utplåna sig själv. För att uppnå detta planerar de att bryta ner de "AT-fält" som separerar människa från människa och gör oss till enskilda individer. Genom detta förväntas alla individer upplösas till LCL, "urhavet", den grundläggande komponenten i mänskligt varande, och därmed uppgå i en gemensam enhet. All LCL skulle då förenas till en högre stående varelse, mänsklighetens nästa utvecklingssteg, och därigenom avsluta all konflikt, ensamhet och smärta orsakad av individuell existens. Mot seriens slut hamnar organisationerna Seele och Nerv i direkt konflikt om hur detta projekt ska utföras.

### The End of Evangelion

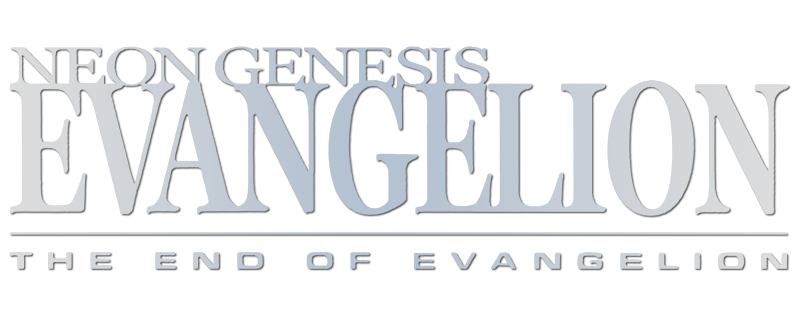
Neon Genesis Evangelion: The End of Evangelion logotyp.

Filmen The End of Evangelion börjar strax efter slutet av avsnitt 24. Seele beordrar den japanska armén att attackera Nerv:s högkvarter. Asuka inser att hon har ett djupare band till Evangelion 02 och inte enbart är dess bemästrare, vilket ger henne styrkan att ta upp kampen mot de serieproducerade Evangelions som Seele skapat. Denna styrka hjälper henne föga då Evangelion 02s AT-fält genomborras av "Longinus lans" (den heliga lansen) och hon dödas av sina fiender. Under tiden kämpar Misato sig förbi Seele:s soldater för att hjälpa Shinji till hans Evangelion.
General Ikari försöker påbörja "Instrumentality-projektet" genom att förena Adams embryo med Rei. Men Rei tar kontroll över processen och återförenas med Lilith, den andra aposteln, som därigenom återfår sin själ och skapar ett anti-AT-fält. Detta orsakar att människornas AT-fält bryter samman och deras kroppar upplöses och förenas i LCL-substansen. Instrumentality fortsätter som planerat då all substans absorberas av Liliths kropp, som växer sig större än jorden själv. Rei överlämnar kontrollen över processen till Shinji. Till en början, på grund av sina erfarenheter av emotionellt lidande och ensamhet, accepterar Shinji denna nya form av liv, då han upplever att det aldrig kan finnas glädje i den verkliga världen. Men genom en serie av mentala uppenbarelser inser han att utan smärta kan det inte finnas någon glädje, och att leva med andra är att uppleva både glädje och smärta. Lilith förstörs och faller i bitar, och anti-AT-fältet slutar att existera. I den sista scenen, efter att Shinji har tagit sig ut ur havet av LCL, vaknar han sida vid sida med Asuka. Shinji börjar strypa Asuka men slutar när hon med sin hand sträcker sig upp för att röra vid hans kind.

## Produktion
I avsnitt 16 sker en förändring i seriens ton, delvis beroende på tidsbrist som drastiskt reducerade antalet bilder som kunde ritas för varje avsnitt, och delvis på attacken med saringas mot Tokyos tunnelbana den 20 mars 1995, vilken inträffade under tiden serien producerades. Hideaki Anno beslöt att utelämna vissa element ur serien som han tyckte liknade den verkliga attacken alltför mycket. Anno har sagt att innan produktionen började visste han inte hur serien skulle sluta eller vad som skulle hända med rollfigurerna. I de sista två avsnitten av Neon Genesis Evangelion påbörjar general Ikari och Rei tillsammans Human Instrumentality Project, vilket tvingar flera karaktärer att konfrontera sina personliga tvivel och rädslor. Handlingen fokuserar framför allt på Shinji, särskilt under sista avsnittet. Till en början försöker Shinji fly från denna inre konfrontation, men accepterar till slut sig själv för den han är. Detta slut, som utgörs av flashback-sekvenser, annorlunda skisser och snabbt blinkande texter, lämnade många fans förvirrade och missnöjda.

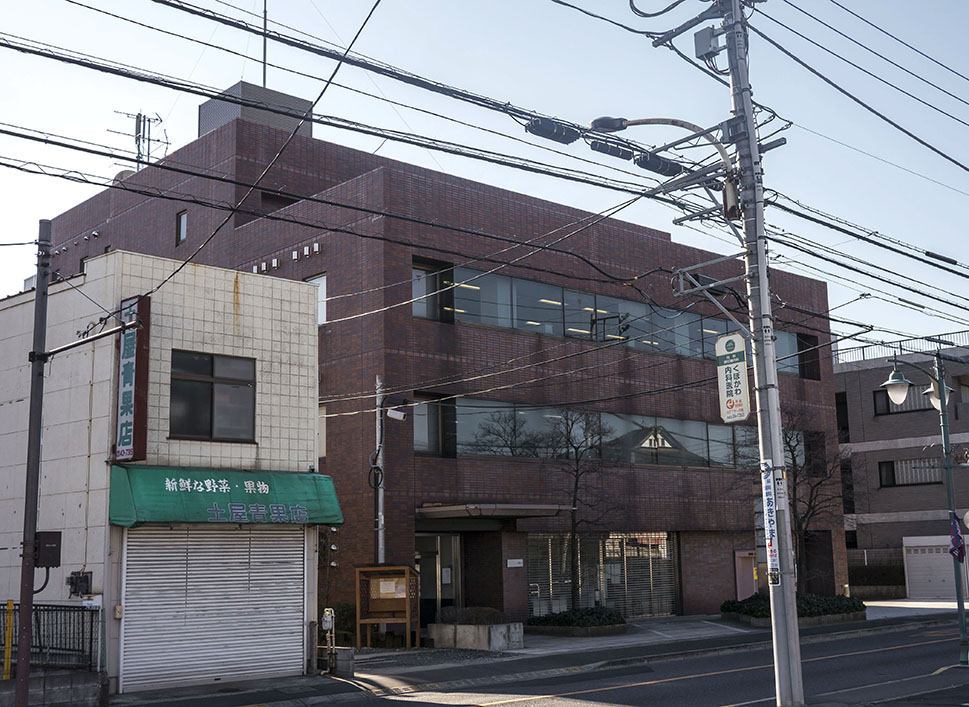
Gainax:s huvudkontor i Tokyo.

Detta slut kan vara ett uttryck för Hideki Annos avvisande av otaku-kulturen, då Shinji avvisar en enkel, tom och smärtfri värld till den verkliga världens fördel. Seriens yttre huvudhandling - slaget mot apostlarna - löses aldrig, och endast Shinjis personliga konflikter får en lösning, som dessutom tittarna själva får tolka. Ett år senare släpptes därför ett alternativt slut. Produktionsbolaget Gainax påbörjade ett projekt för att skapa en avslutande film till serien år 1996. Först släpptes Evangelion: Death and Rebirth som en sammanfattning av hela serien (Death) och första halvan av det nya slutet (Rebirth). Projektet avslutades senare samma år och släpptes som The End of Evangelion.
Hur The End of Evangelion ska tolkas är omdiskuterat och huruvida det var menat att vidare förklara händelserna i de sista två avsnitten eller att ersätt dem är inte säkert. En del ser The End som ett alternativt slut till serien skapat för att tillfredsställa de fans som var missnöjda med seriens slut. Assisterande regissören Tsurumaki har sagt att han känner att serien var fullbordad som den var. Handlingen i de två sluten är liknande, men medan Shinji i filmen avvisar Instrumentality-projektet förblir hans beslut i serien okänt. I stillbilder i de sista två avsnitten visas Evangelion 02 samt Misatos och Ritsukos döda kroppar, vilket kan tyda på att dessa händelser redan var planerade. I den engelska versionen av Director's Cut, avsnitt 24, visas konceptbilder från striden mellan Asuka och de serieproducerade Evangelions, och i stället för att visa scener från nästa avsnitt visas titeln Air, namnet på End of Evangelions första del.

## Rollfigurer
Rollfigurerna i Evangelion kämpar hela tiden med relationerna till varandra, sina inre demoner och med traumatiska händelser i det förflutna, vilket skapar ett komplext mönster av relationer. Regissören Hideaki Anno beskrev huvudpersonen, Shinji Ikari, som en pojke som "krymper av mänsklig kontakt" och har "övertygat sig själv om att han är en onödig person, till den grad att han inte ens kan ta sitt liv." Han beskriver Shinji och Misato Katsuragi som "extremt rädda för att bli sårade" och "inte passande - då de saknar den positiva attityden - att vara det som folk kallar hjältar i ett äventyr". Rei Ayanami och Asuka Langley Sōryū, de andra huvudfigurerna, har liknande dåliga egenskaper och svårigheter att relatera till andra personer. Huvudfigurernas kamp med sina personliga problem och konflikter mellan olika personligheter får stor betydelse för händelserna i serien och blir avgörande för dess slut.
Enligt Hideaki Anno, var Evangelion ett försök att av alla rollfigurernas karaktärer skapa ett gemensamt perspektiv, och samtidigt att skapa rollfigurer som representerar olika saker för olika individer i publiken och därigenom göra det omöjligt för alla att nå samma teori om och slutsats av serien. För vissa tittare är rollfigurerna psykologiska representationer, medan de för andra är filosofiska, religiösa eller till och med historiska. Huvudmålet var att presentera rollfigurer som reflekterar den djupa depression och efterföljande återhämtning som Anno upplevde innan han påbörjade arbetet på Evangelion. Kazuya Tsurumaki har sagt att "Om en person som redan kan leva och kommunicera normalt ser den, kommer hon inte att lära sig något."

## Inspiration och symbolik

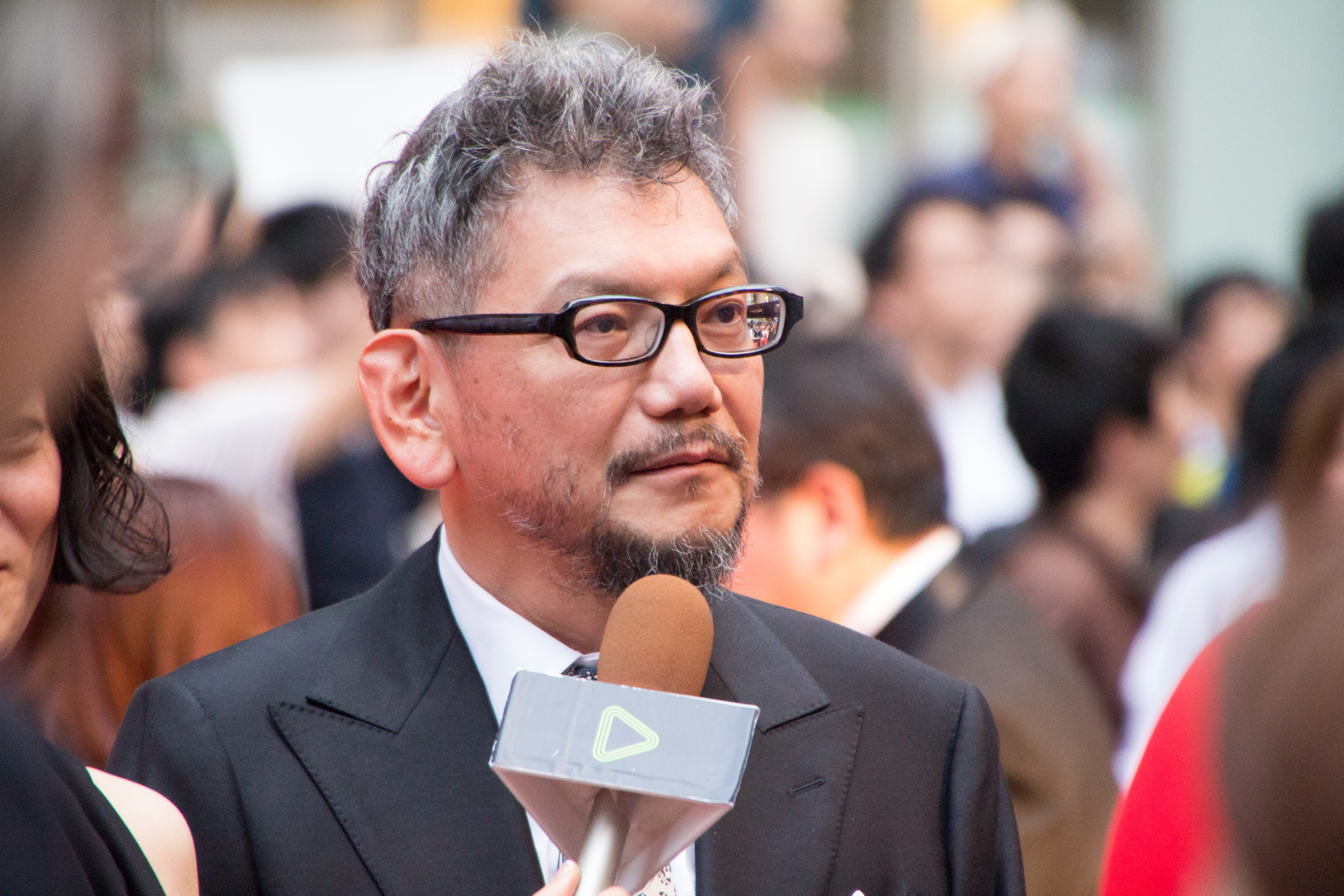
Hideaki Anno, författaren av Neon Genesis Evangelion.

Evangelion är fyllt av referenser till filosofiska, religiösa och psykologiska begrepp. Serien innehåller också många hyllningar till andra TV-serier, såsom Ai to gensou no Fascism av Ryū Murakami, Döden från rymden, The Divine Invasion av Philip K. Dick, Mot nya världar av Arthur C. Clarke, Liftaren, The Prisoner, Thunderbirds, UFO, Ultraman och Ultraseven. Hideaki Anno hämtade även inspiration från Devilman, Mazinger Z, Densetsu kyojin Ideon, och Mobile Suit Gundam.
Trots att de religiösa och biologiska begreppen ibland används annorlunda än hur man inom kristenheten och hos biologer i allmänhet skulle göra är Annos bruk av freudiansk jargong och psykoanalytisk teori relativt träffande. Tolkningen av symboler och begrepp varierar mellan olika individer, och hur många av dem som är meningsfulla och planerade, eller enbart element inom designen eller rena tillfälligheter, är oklart. Anno själv har sagt att "Det skulle kunna vara kul om någon som har tid kan undersöka dem." Ett antal av dessa symboler nämns på kommentarspåret på den engelska DVD-utgåvan av Death and Rebirth och End of Evangelion.

### Psykologi och psykoanalytisk teori
Evangelion innehåller många referenser till freudianska begrepp såsom Oidipuskomplex, orala fasen, dödsdrift, libido, och destrudo. Shinji hatar sin far Gendo och han älskar Rei Ayanami. Rei är en klon av sin mor Yui, så Evangelion kan betraktas som en berättelse om Oidipuskomplex. Flera karaktärer, framför allt Shinji, Asuka, och Rei, visar upp olika personlighetsstörningar i högre eller mindre grad. Shinji är en oral personlighet, Rei är en schizofren karaktär, och Asuka är en narcissist.
Termer och uttryck som används i namnen till vissa avsnitt och bakgrundsmusik härstammar från Sigmund Freuds olika verk. Exempel är bland annat "Thanatos", "Oral Stage", "Separation Anxiety", "Ambivalence", "Introjection", "Borderline Case" och "Mother Is The First Other". Banden mellan Evangelions och deras piloter samt det ultimata målet för Human Instrumentality Project påminner starkt om Freuds teorier om inre konflikt och kommunikation mellan olika personer. "Igelkottens dilemma" är ett koncept som beskrevs av filosofen Arthur Schopenhauer och senare anammades av Freud. Det är namnet på seriens fjärde avsnitt och nämns av kapten Misato Katsuragi som en beskrivning av hennes relation till Shinji. Igelkottens dilemma innebär att ju närmre två individer kommer varandra desto större blir risken att de gör varandra illa. Alternativet är att istället känna ensamhetens smärta.

### Religion
Seriens mest uppenbara symbolik är inspirerad av judisk-kristna företeelser och använder sig ofta av ikonografi och teman ur judendom, kristendom, och kabbalism. Till exempel, Eva skapades av ett av Adams revben enligt första Moseboken. På ett liknande sätt härstammar Evangelion i animen från den första aposteln Adam. Det kristna korset visas ofta, främst som strålar av energi riktade mot himlen. Den andra aposteln Lilith är korsfäst djupt under Tokyo-3. I judisk folksägen var Lilith Adams första fru. Lilith spetsas av Longinus lans, som enligt traditionen användes för att skada Jesus när han korsfästes. Lilith representerar den första kvinnan och mänsklighetens moder. Assisterande regissör Kazuya Tsurumaki har sagt att den kristna symboliken ursprungligen enbart användes för att ge projektet ett unikt tema i jämförelse med annan mechaanime och att den egentligen saknade betydelse. Huruvida denna inställning ändrades under produktionen och om det är relaterat till regissören Hideaki Annos symboliska intentioner är fortfarande ett diskussionsämne fans emellan.
Apostlarna kan vara en referens till guds änglar ur Gamla testamentet på japanska, ordet som används är det samma som för apostel (eller budbärare) i Nya testamentet. I öppningssekvensen benämns de som "änglar". De beskrivs ytligt att härstamma från Adam och som "en annorlunda evolutionär utvecklingsväg mänskligheten kunde ha tagit". Superdatorn Magis tre delar är döpta efter Casper, Baltasar och Melchior, de tre bibliska vise männen som enligt Matteusevangeliet besökte det nyfödda Jesusbarnet. Livets Träd, eller Sephiroths träd, ur Kaballahtraditionen nämns och visas under öppningssekvensen samt under taket på general Ikaris kontor. Mardukinstitutet är namngett efter Marduk, den babylonska mytologins största gud och Babylons skyddsgud. I avsnitt nio jämför Asuka dörren mellan henne och Shinji med Jerikos murar, som i Josuas bok föll efter att det israeliska folket sju gånger gått runt den.

## Mottagande och efter serien

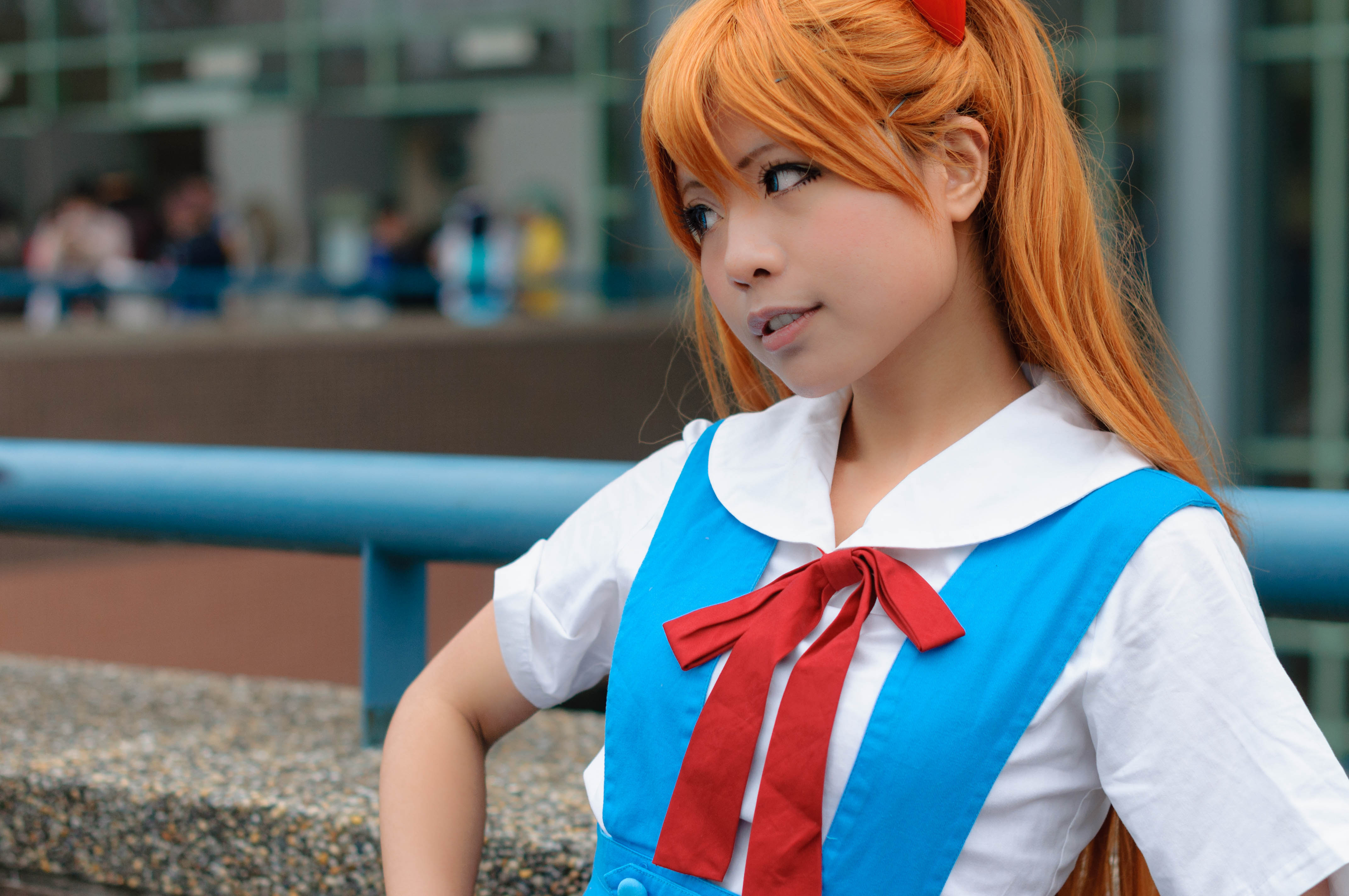
Ung kvinna utklädd till Asuka.

Neon Genesis Evangelion fick Excellenspriset på Japan Media Arts-festivalen år 1997. Designen av rollfigurerna har också bidragit till Evangelions popularitet. Den attraktiva designen av de kvinnliga huvudrollerna, Asuka, Rei och Misato, har blivit odödliggjord inom dōjinshi-kulturen. Ordet "förvirrande" (confusing) dyker nästan systematiskt upp i de engelska recensionerna av serien, med "kontroversiellt" (controversial) och "komplex" (complex). Kritikerna såg positivt på Evangelion tematiska och stilistiska kännetecken. På webbsidan Rotten Tomatoes hade serien i september 2014 snittbetyget 8.3 på en 10-gradig skala, baserat på 31 recensioner.
Actionfigurer och lång rad spel har släppts runt seriens namn, inklusive rollspel och dating-simulatorer; dock så gott som enbart i Japan. Asuka och Rei är populära som figurer och modeller. En stor del av seriens merchandise har en mycket ljusare ton än serien vilket Anno har uttryckt missnöje över. Till skillnad från andra "stora namn" som medverkat i seriens skapande har han inte varit inblandad i produktionen av någon merchandise. Enligt Sponichi Annex hade Evangelion 2007 dragit in mer än 150 miljarder yen i försäljningsintäkter. Innan serien var anime i allmänhet mer av ett nischintresse. Anime som Neon Genesis Evangelion, tillsammans med andra såsom Sailor Moon och Dragon Ball Z, gjorde anime till mainstream.
Då Neon Genesis Evangelion är så populär lever den kvar i andra former än själva serien. Serien har gett upphov till ett flertal datorspel. En manga baserad på serien började skrivas av dess karaktärsdesigner Yoshiyuki Sadamoto redan i februari 1995, åtta månader innan seriens officiella premiär. Utgåvorna i både serie- och volymformat publiceras av Kadokawa Shoten. Mangan utgör en separat entitet från animen och innehåller ett antal tydliga skillnader. Genom en kombination av seriens originella handling och sin egen artistiska frihet har Sadamoto skapat en historia som både liknar och avviker från animen. Mangan översätts till engelska av Viz Media i USA och i Singapore av Chuang Yi, av vilken den senare importeras till Australien av Madman Entertainment. Två andra manga baserade på spelen har skrivits: Neon Genesis Evangelion: Angelic Days av Fumino Hayashi, och Shinji Ikari Raising Project. År 2003 offentliggjorde seriens amerikanska distributör ADV Films sina planer på att skapa en spelfilm av serien, men varken regissör eller när produktionen ska påbörjas är ännu känt. Den 9 september 2006 bekräftade Gainax den pågående produktionen av ett nytt projekt, Rebuild of Evangelion, som består av fyra filmer som släpptes 2007 och 2008. De första tre filmerna utgör en alternativ version av serien, med nya scener, miljöer, bakgrunder och rollfigurer, medan den fjärde filmen är ett helt nytt slut på berättelsen.